# Bình Đông, Bình Sơn
Bình Đông là một xã thuộc huyện Bình Sơn, tỉnh Quảng Ngãi, Việt Nam.
Xã Bình Đông có 3 thôn: Sơn Trà, Tân Hy, Thuận Hòa;
Xã Bình Đông có diện tích 13,43 km², dân số năm 1999 là 8780 người, mật độ dân số đạt 654 người/km².